# БМД-3
Бойова́ маши́на деса́нту БМД-3 «Бахча» — бойова машина повітряно-десантних військ Російської Федерації. Гусенична, броньована, плаваюча, аеротранспортабельна, десантується парашутним, парашутно-реактивним та посадочним способами з літаків військово-транспортної авіації. БМД-3 призначена для транспортування особового складу десантних військ, підвищення його мобільності, озброєності та захищеності на полі бою.
10 лютого 1990 року бойова машина «Об'єкт 950» була прийнята на озброєння збройних сил СРСР під позначенням БМД-3.

## Модифікації БМД-3
- БМД-3М «Бахча-У» (пізніше — БМД-4)
- БМД-3К «Бахча-К» — командирський варіант.
- 2С25 «Спрут-СД» — 125-мм самохідна протитанкова гармата на базі 7-коткового шасі БМД-3.
- «Обжимка» — 120-мм артилерійський комплекс.
- «Обжимка-К» — 120-мм артилерійський комплекс (командирський).
- РХМ-5 /«Повозка-Д-1» — розвідувально-хімічна машина.
- БТР-ДМ «Ракушка» — багатоцільова машина (бронетранспортер).
- БММ-Д1 «Травматизм» — медична машина.
- БММ-Д3 «Мираж-2002» — перев'язувальна на базі 7-коткового шасі БМД-3.
- ЗГРК «Роман» — зенітний гарматно-ракетний комплекс на базі 7-коткового шасі БМД-3.
- Об'єкт 954 — дослідницька броньована ремонтно-евакуаційна машина.
- «Армерія» — дослідницький броньований паливозаправник
- «Касательна» — дослідницький уніфікований командний пункт ППО

## Відео
- Военное дело — БМД-3 [Архівовано 20 листопада 2012 у Wayback Machine.](рос.)
- Военное дело — Боевая машина десанта [Архівовано 20 листопада 2012 у Wayback Machine.](рос.)